# BMW 3/15

BMW 3/15 PS är en personbil, tillverkad av den tyska biltillverkaren BMW mellan 1929 och 1932.
Sedan flygmotor- och motorcykeltillverkaren BMW köpt upp biltillverkaren Fahrzeugfabrik Eisenach (Dixi) 1928, bytte deras licenstillverkade version av Austin 7 snart namn till BMW 3/15 PS. BMW vidareutvecklade bilen och 1929 infördes fyrhjulsbromsar. 1931 fick bilen individuell framhjulsupphängning.

## Motor
| Modell  | Motor             | Cylindervolym | Effekt | Bränslesystem |
| ------- | ----------------- | ------------- | ------ | ------------- |
| 3/15 PS | 4-cyl radmotor sv | 747 cm³       | 15 hk  | Förgasare     |